# Noccidium hastulatum
Noccidium hastulatum là một loài thực vật có hoa trong họ Cải. Loài này được F. K. Mey. mô tả khoa học đầu tiên.